# Simon Fournier-Faucher
Pour les articles homonymes, voir Fournier et Faucher.
Simon Fournier-Faucher, dit Auguste Fournier-Faucher, né le 6 novembre 1848 à Ladoix-Serrigny (Côte-d'Or), mort à Dijon le 6 décembre 1915, était un entrepreneur et un homme politique local. Il a été maire de Dijon de 1900 à 1904.

## Biographie
Né à Serrigny-sous-Beaune (aujourd'hui Ladoix-Serrigny) le 6 novembre 1848, Simon Fournier-Faucher, qui se faisait appeler Auguste Fournier-Faucher, est élève de l’école des Beaux-Arts de Dijon. Il exerce le métier d’entrepreneur de travaux publics et particuliers de 1878 à 1886. Il se spécialise dans l'architecture et la construction de « maisons à loyer » et plus spécialement d’hôtels privés. Fournier-Faucher est le créateur d’une usine dijonnaise, quai Navier, d’un bureau technique ainsi que d’une industrie nouvelle destinée à la fabrication mécanique du ciment armé. Il fonde alors la société des ciments armés.
Parallèlement à ces activités industrielles, il exerce des fonctions de Juge au tribunal de commerce de Dijon de 1889 à 1893. Il est surtout connu pour avoir été maire de Dijon de 1900 à 1904.
Marié à Marie Faucher, d'où le patronyme composé, il a six garçons et une fille : Pierre, Augustin, Alexandre (architecte), Hubert (architecte), Jules, Marguerite et Robert. Il meurt à Dijon le 6 décembre 1915.

## Son mandat municipal (1900-1904)
Principales réalisations de la municipalité Fournier-Faucher :
- Poursuite de l’adduction des eaux de Merceuil.
- Aménagement de bornes fontaines.
- Construction d’une chambre frigorifique aux abattoirs.
- Construction de la caserne d’artillerie Junot (1901 - 1903).
- Création de la place François-Rude (ou « place du Bareusai »).
- Prolongement de la rue Musette (future place Grangier).
- Aménagement et classement d'une quinzaine de rues de la ville.
- Bibliothèque universitaire Chabot-Charny (à la suite de l'accord intervenu en 1902 entre la ville et l’Université concernant la vente d’un terrain situé au numéro 38 de la rue Chabot-Charny).
- Transfert de l’École primaire supérieure.
- Création de l’École pratique de commerce et d’industrie des filles et de garçons.
- École de filles (rue Chevreul).
- Nombreuses subventions à la jeune École supérieure de commerce (fondée en 1899 sous la municipalité précédente).

Autres faits marquants :
- 1900 : Visite-étape du président des Boers, Paul Kruger, qui se rendait par chemin de fer de Marseille à Paris[5] dans le cadre de sa tournée européenne (jusqu'aux Pays-Bas) destinée à obtenir des appuis diplomatiques. La population dijonnaise manifeste son soutien au vieux président (il vient en plus de perdre sa femme) en l'acclamant sous les fenêtres de sa chambre à l'Hôtel de la Cloche.
- 1903 : Visite du roi d'Italie, Victor-Emmanuel III, et de la reine. Outre la municipalité Fournier-Faucher, Dijon est aussi représentée par les anciens maires : Louis Robelin, François Bordet et Auguste Morin-Gacon. Simon Fournier-Faucher est décoré de l'Ordre de la Couronne d'Italie (11 décembre 1904).